# James Bond 007: Blood Stone
James Bond 007: Blood Stone of kortweg Blood Stone is een TPS-actie-avonturenspel, dat werd ontwikkeld door Bizarre Creations en door Activision op 2 november 2010 (in Noord-Amerika) en 5 november 2010 (in Europa) werd uitgegeven voor de PlayStation 3, Xbox 360, Nintendo DS en Microsoft Windows. Het spel maakt deel uit van de James Bond-serie, maar het heeft een origineel verhaal en is geen vervolg op andere spellen uit die serie. Blood Stone is het laatste spel van Bizarre Creations voordat dit bedrijf op 18 januari 2011 de deuren sloot. De stemmen in Blood Stone zijn van onder anderen Daniel Craig, Judi Dench en Joss Stone.

## Gameplay
Het spel is een third-person shooter met elementen van hand-tot-hand gevechten. Er zijn ook rij-missies. Blood Stone bevat een focus aim system welke de speler toelaat om een target te locken en daarna een melee takedown uit te voeren, niet te verwarren met de "Mark and Execute" feature van Tom Clancy's Splinter Cell: Conviction. Ook is er een multiplayer mode bestaand uit 16 players die het uitvechten tussen spionnen en huurlingen. Samen met de team deathmatch en andere standaard game-modes zijn er een massive objective-based battles waar spelers samen moeten werken als een team om aan te vallen of verdedigen. De speler rijdt ook in verschillende auto types door het spel heen.

## Plot
Het spel begint met Greco (Luis Soto), een internationale terrorist die een zelfmoordaanslag wil plegen op de G-20 Top bij de Akropolis in Athene. M (Judi Dench) stuurt Bond (Daniel Craig) om dit te onderzoeken en, indien nodig, de aanslag te voorkomen. Na een ontmoeting met Greco op diens jacht, achtervolgt Bond hem door Athene. Na een tweede ontmoeting met Greco, houdt Bond een met een bom beladen vrachtwagen bestemd voor het Akropolis tegen, en redt de G-20 van een potentiële ramp.
De volgende morgen krijgt Bond de opdracht om een vermiste professor te redden, Malcolm Tedworth. Tedworth zou eigenlijk dood zijn totdat een anonieme tip en het nalopen van zijn mobiele telefoon door MI6 leidt naar een bouwplaats in Istanboel. Bond onderzoekt de omgeving waar Tedworths telefoonsignaal voor het laatst vandaan kwam. In de catacomben wordt Tedworth ondervraagd door een man genaamd Bernin die het wachtwoord van een USB-stick wil hebben. Tedworth geeft het wachtwoord en wordt zonder pardon geëxecuteerd. Bond onderbreekt dit en achtervolgt Bernin met de auto en lopend, eindigend in een oud colosseum. Bernin lukt het om de date veilig te stellen, alleen onthult hij de naam van ene Stefan Pomerov. Bond duwt hem hierna van een randje af.
Als bekend is dat Pomerov in Monaco zou zijn reist Bond daarnaartoe alwaar hij een contact ontmoet, een juweliersontwerper genaamd Nicole Hunter (Joss Stone). Zij neemt Bond mee naar een van Pomerovs casino's. Nicole leidt Pomerov af terwijl Bond stiekem in zijn kluis inbreekt. Bond ontdekt documenten en een camera die video's van Tedworths ondervraging bevat. Hierin onthult Tedworth dat hij de leidende onderzoeker was in het maken van een anti-stof tegen pokken en antrax om militairen te beschermen tegen een biologische aanval. Nadat hij ontdekt wordt baant Bond zich een weg uit het casino en ontsnapt met Nicole. M informeert Bond dat de bestanden die hij gevonden had, bestemd zijn voor een uitgebreid chemisch apparaat toegeschreven aan een chemische fabriek waarvan Pomerov de eigenaar is.

## Platforms
| Platform      | Jaar |
| ------------- | ---- |
| Nintendo DS   | 2010 |
| PlayStation 3 | 2010 |
| Windows       | 2010 |
| Xbox 360      | 2010 |

## Ontvangst
| Beoordeeld door                        | Platform      | Datum           | Score |
| -------------------------------------- | ------------- | --------------- | ----- |
| Game Chronicles                        | Windows       | 7 januari 2011  | 87%   |
| PC Games (Duitsland)                   | Windows       | november 2010   | 76%   |
| OMGN: Online Multiplayer Games Network | Xbox 360      | 30 maart 2011   | 72%   |
| VicioJuegos.com                        | Xbox 360      | 5 november 2010 | 70%   |
| 3D Juegos                              | Windows       | 5 november 2010 | 68%   |
| PlayFrance                             | PlayStation 3 | 8 november 2010 | 65%   |
| Jeuxvideo.com                          | PlayStation 3 | 5 november 2010 | 65%   |
| Gameblog.fr                            | Xbox 360      | 8 november 2010 | 60%   |
| Playstation Universe                   | PlayStation 3 | 9 november 2010 | 60%   |
| IGN                                    | Windows       | 2 november 2010 | 50%   |